# Prolongoa hispanica
 Prolongoa hispanica   G.López & C.E.Jarvis, 1984 è una specie di piante angiosperme dicotiledoni della famiglia delle Asteraceae, sottofamiglia Asteroideae,  tribù Anthemideae (clade Eurasian grade) e sottotribù Leucanthemopsidinae.  Prolongoa hispanica  è anche l'unica specie del genere  Prolongoa  Boiss., 1840.

## Etimologia
Il nome scientifico della specie è stato definito dai botanici Ginés Alejandro López González (1950-2024) e Charles Edward Jarvis (1954-) nella pubblicazione " Anales del Jardin Botánico de Madrid" (Anales Jard. Bot. Madrid 40(2): 343) del 1984.  Il nome scientifico del genere è stato definito dal botanico Pierre Edmond Boissier (1810-1885) nella pubblicazione "Voyage botanique dans le midi de l'Espagne" (Voy. Bot. Espagne 2: 320) del 1840.

## Descrizione

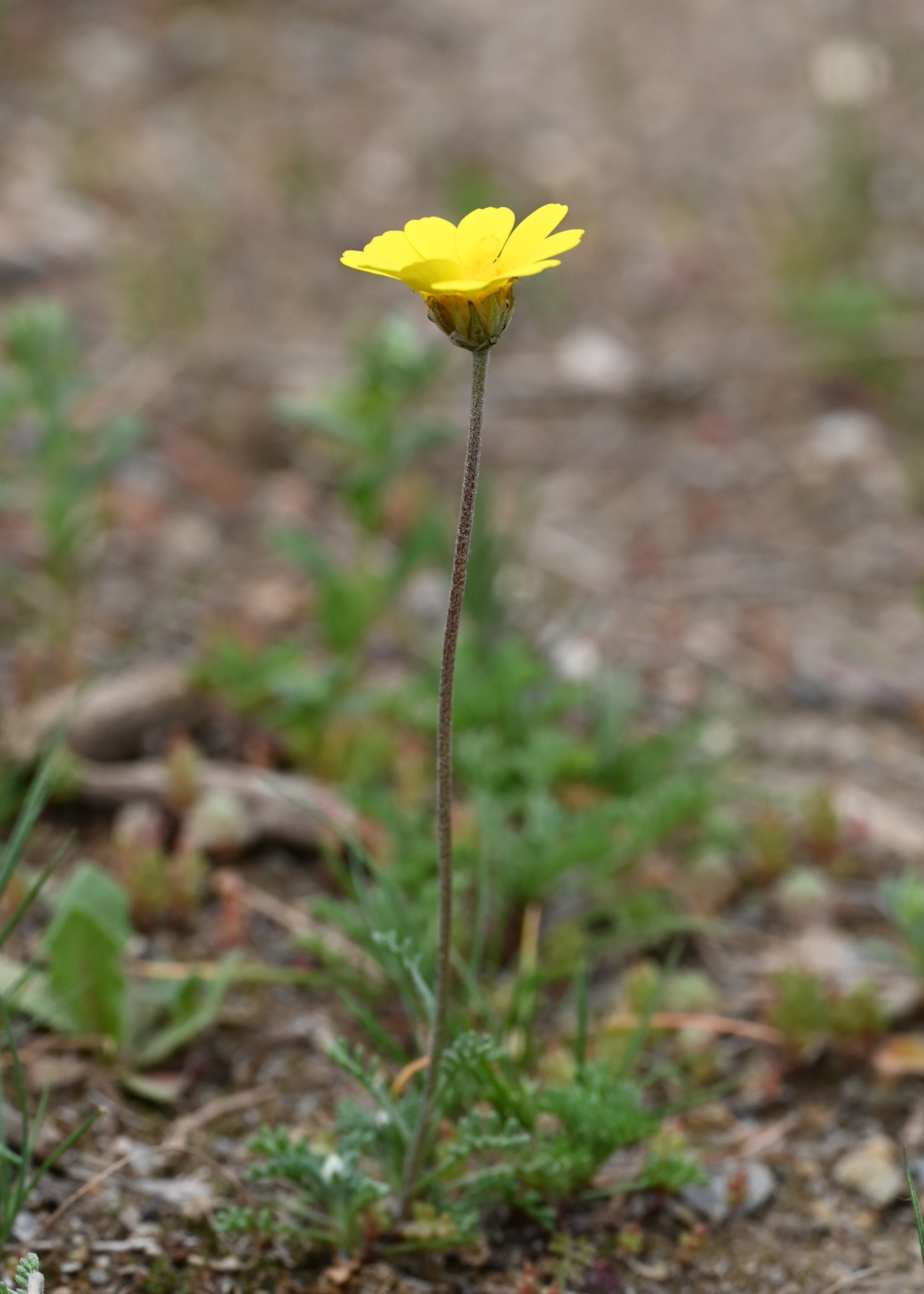
Il portamento

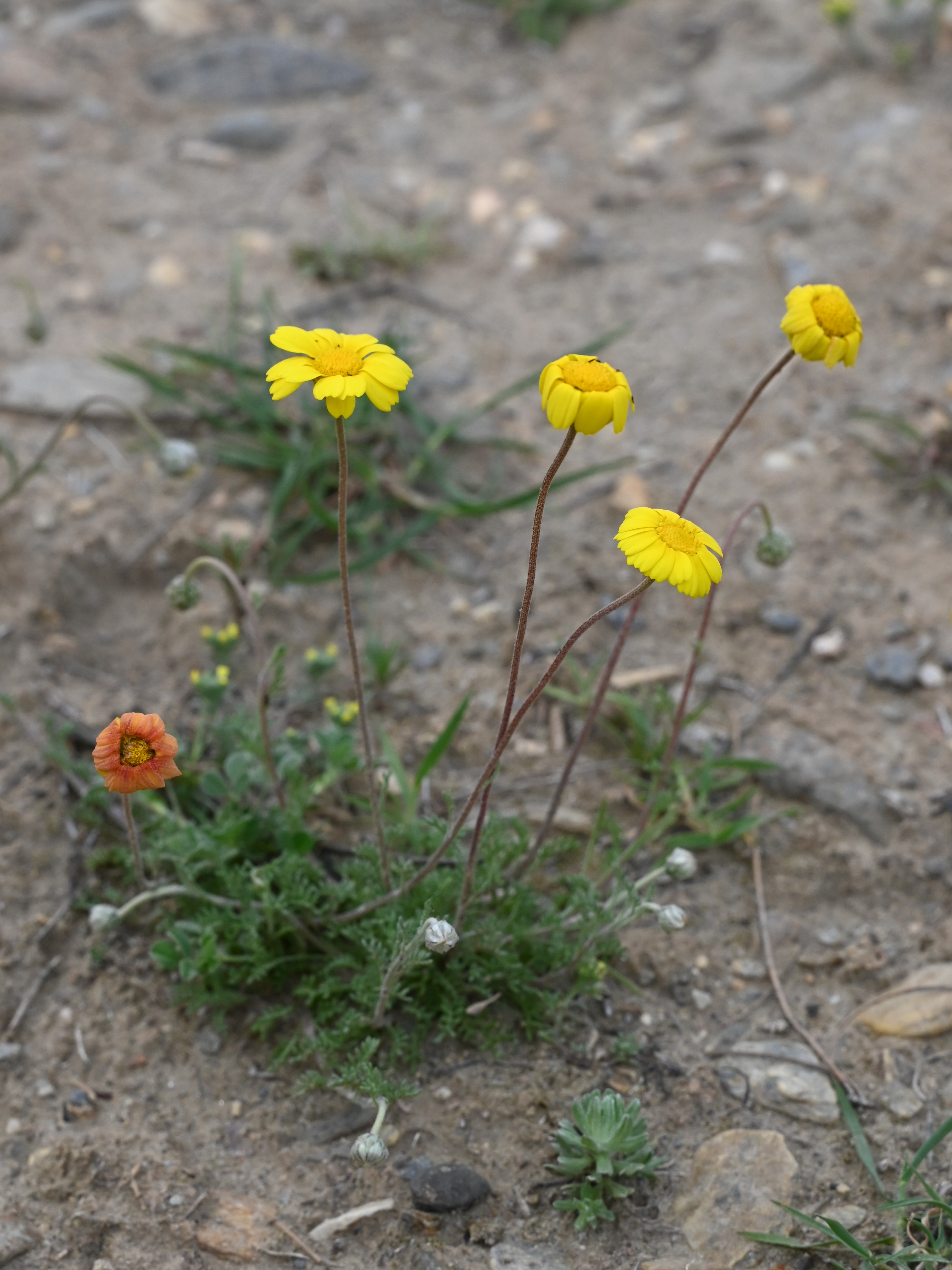
Infiorescenza

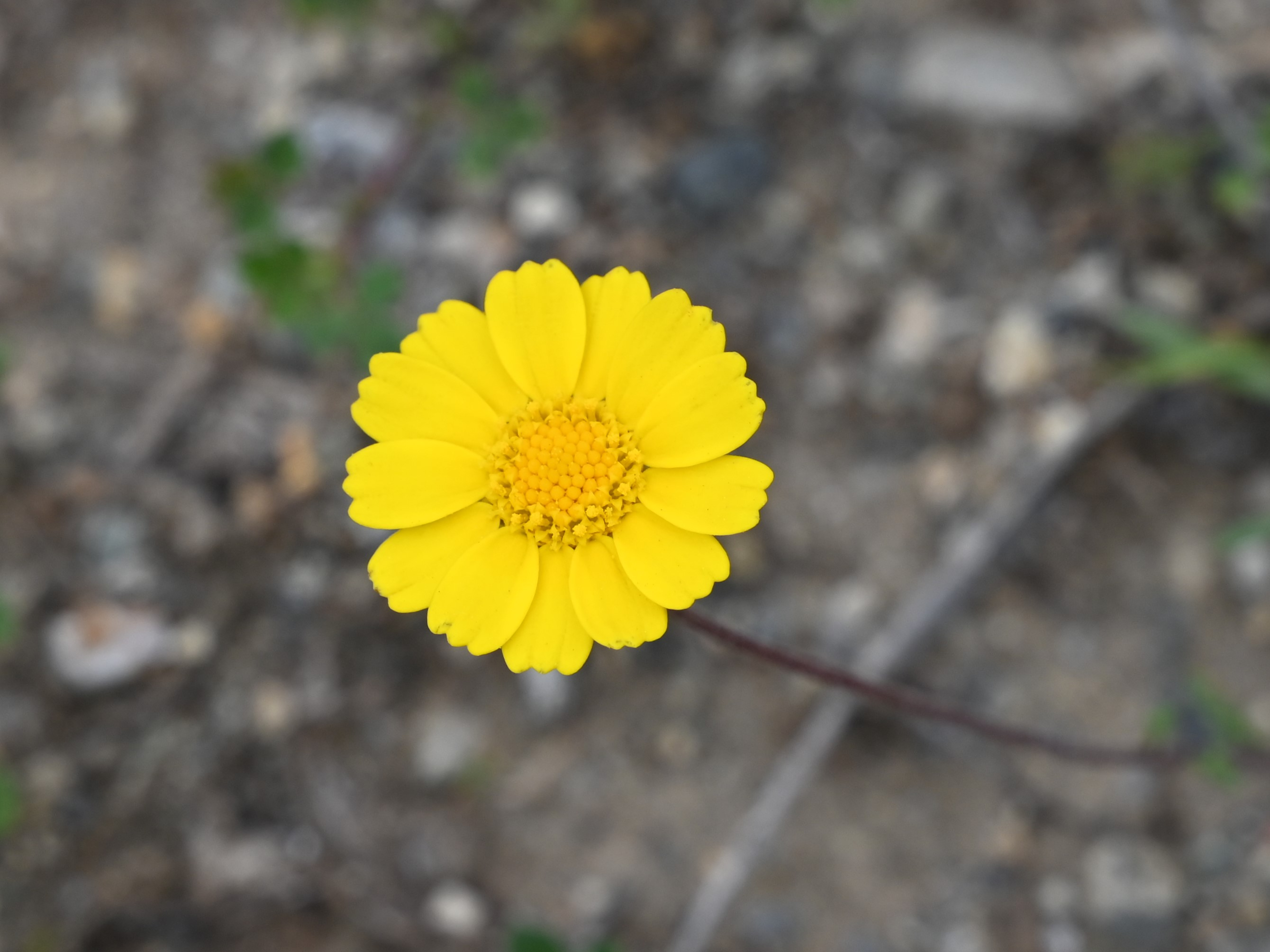
I fiori

Portamento. La specie di questa voce è annuale con habitus di tipo erbaceo. L'indumento è formato da peli medifissi.
Fusto. La parte aerea in genere è eretta, semplice o raramente ramosa. 
Foglie. Le foglie lungo il fusto sono disposte in modo alterno, con lamina lobata (1-2-pennatosetta) e bordi seghettati o dentati.
Infiorescenza. Le sinflorescenze sono formate da capolini solitari. Le infiorescenze vere e proprie sono composte da un capolino terminale peduncolato di tipo radiato. I capolini sono formati da un involucro, con forme da emisferiche a meniscoidi, composto da diverse brattee, al cui interno un ricettacolo fa da base ai fiori di due tipi: fiori del raggio e fiori del disco. Le brattee, a consistenza erbacea e ampi margini scariosi bianchi, sono disposte in modo più o meno embricato su 4 serie. Il ricettacolo, convesso, è sprovvisto di pagliette avvolgenti la base dei fiori.
Fiori.  I fiori sono tetra-ciclici (formati cioè da 4 verticilli: calice – corolla – androceo – gineceo) e pentameri (calice e corolla formati da 5 elementi). Si distinguono in:
- fiori del raggio (esterni): sono femminili, sterili e neutri; sono disposti su una serie; la forma è ligulata (zigomorfa);
- fiori del disco (centrali): sono più numerosi con forme brevemente tubulose (attinomorfe); sono ermafroditi e fertili.

- Formula fiorale:

*/x K {\displaystyle \infty }, [C (5), A (5)], G 2 (infero), achenio
- Calice: i sepali del calice sono ridotti ad una coroncina di squame.

- Corolla: 
  - fiori del raggio: la forma della corolla alla base è più o meno tubulosa-imbutiforme, mentre all'apice è ligulata; la ligula può terminare con alcuni denti; il colore è bianco;
  - fiori del disco: la forma è tubulare bruscamente divaricata in 5 lobi; i lobi, patenti o eretti, hanno una forma deltata o più o meno lanceolata; il colore è giallo.

- Androceo: l'androceo è formato da 5 stami (alternati ai lobi della corolla) sorretti da filamenti generalmente liberi; gli stami sono connati e formano un manicotto circondante lo stilo; il collare filamentare è a balaustra. Il tessuto endoteciale (rivestimento interno dell'antera) non è polarizzato. Il polline è sferico con un diametro medio di circa 25 micron;  è tricolporato (con tre aperture sia di tipo a fessura che tipo isodiametrica o poro) ed è echinato (con punte sporgenti).

- Gineceo: l'ovario è infero uniloculare formato da 2 carpelli. Lo stilo (il recettore del polline) è profondamente bifido (con due stigmi divergenti) e con le linee stigmatiche marginali separate o contigue. I due bracci dello stilo hanno una forma troncata e possono essere papillosi o ricoperti da ciuffi di peli.

Frutti. I frutti sono degli acheni senza pappo. La forma è obovoide lievemente compressi dorsoventralmente. I lati sono percorsi da alcune coste: una adassiale, 2 laterali e 2 abassiali. All'apice del frutto è presente solo una piccola coroncina scariosa. Il pericarpo possiede delle cellule mucillaginifere lungo le coste, ma senza sacchi resinosi.

## Biologia
Impollinazione: tramite insetti (impollinazione entomogama tramite farfalle diurne e notturne).

Riproduzione: la fecondazione avviene fondamentalmente tramite l'impollinazione dei fiori.

Dispersione: i semi cadono a terra e vengono dispersi soprattutto da insetti come formiche (disseminazione mirmecoria). Un altro tipo di dispersione è zoocoria: gli uncini delle brattee dell'involucro (se presenti) si agganciano ai peli degli animali di passaggio che portano così i semi anche su lunghe distanze. Inoltre per merito del pappo (se presente) il vento può trasportare i semi anche per alcuni chilometri (disseminazione anemocora).

## Distribuzione e habitat
La specie di questa voce è distribuita in Spagna.

## Sistematica
La famiglia di appartenenza di questa voce (Asteraceae o Compositae, nomen conservandum) probabilmente originaria del Sud America, è la più numerosa del mondo vegetale, comprende oltre 23.000 specie distribuite su 1.535 generi, oppure 22.750 specie e 1.530 generi secondo altre fonti (una delle checklist più aggiornata elenca fino a 1.679 generi). La famiglia attualmente (2021) è divisa in 16 sottofamiglie; la sottofamiglia Asteroideae è una di queste e rappresenta l'evoluzione più recente di tutta la famiglia.

### Filogenesi
l gruppo di questa voce è descritto nella tribù Anthemideae, una delle 21 tribù della sottofamiglia Asteroideae). In base alle ultime ricerche nella tribù sono stati individuati (provvisoriamente) 4 principali lignaggi (o cladi): "Southern hemisphere grade", "Asian-southern African grade", "Eurasian grade" e "Mediterranean clade". Il genere  Prolongoa  (insieme alla sottotribù Leucanthemopsidinae) è incluso nel clade Eurasian grade..
I caratteri distintivi della specie  Prolongoa hispanica  sono:
- i fiori del raggio sono sterili;
- le ligule dei fiori del raggio sono completamente bianche;
- gli acheni dei fiori del disco sono coronati con alcune coste.

Il numero cromosomico della specie è: 2n = 18.
Tempi di divergenza in base all'"orologio molecolare": 2 milioni di anni fa.